# Tee Grizzley

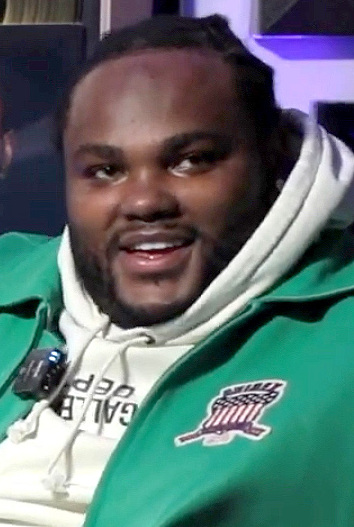
Tee Grizzley (2024)

Tee Grizzley (* 23. März 1994 in Detroit, Michigan; eigentlich Terry Sanchez Wallace Jr.) ist ein US-amerikanischer Rapper. Bekannt wurde er 2017 mit seinem Song First Day Out, den er nach seiner Entlassung aus dem Gefängnis veröffentlichte. Danach war er vor allem mit seinen Mixtapes und Alben in den US-Charts erfolgreich. Tee Grizzley war nach seiner Entlassung 2016 für weitere 3 Jahren auf Bewährung. Ebenfalls besuchte er die Michigan State University in Lansing, Michigan. Dort studierte er Finanzwissenschaften, wobei er viele Straftaten beging, die ihn schlussendlich ins Gefängnis brachten.

## Biografie
Tee Grizzley wuchs im Westen der Stadt Detroit auf, genauer gesagt im Stadtteil Warrendale. Terry hatte kein einfachen Start ins Leben, da sein Vater schon früh nach seiner Geburt ermordet wurde. Ebenfalls war seine Mutter für 10 Jahre im Gefängnis, sie wurde 2021 entlassen. Terry wuchs und lebte für lange Zeit mit seinem Bruder (Marcellus Wallace) bei seinen Großeltern. Zur Schule ging Terry an die Dixon Educational Learning Academy gleich um die Ecke. Laut Aussagen von seinen Lehrern war Terry immer eines der klügsten Kinder in der Klasse.
In seiner Jugend war Terry Sanchez Wallace Jr. als ASBH Tee Mitglied der Rapcrew Allstars BallHard. Seine kriminelle Vergangenheit mündete in einer fast dreijährigen Gefängnisstrafe, die er bis 2016 verbüßte. Hinterher nahm er mit dem Produzenten Helluva den Song First Day Out auf. Zum Jahresende veröffentlichte er ihn im Internet, er wurde ein lokaler Hit und erreichte mehrere Millionen Abrufe.
Das Label 300 Entertainment nahm ihn daraufhin unter Vertrag und veröffentlichte im April 2017 sein erstes Mixtape My Moment. Vorab erschien First Day Out offiziell als Single und stieg in die US-Singlecharts ein. Bis auf Platz 48 stieg das Lied und es erreichte das Äquivalent von 4 Millionen verkauften Einheiten (4-fach-Platin). Das Mixtape folgte ihm in die Charts, es kam auf 44 und erreichte Gold.
Im selben Jahr machte Tee Grizzley, wie er sich solo nannte, noch zwei erfolgreiche Kollaborationen. Mit Lil Yachty veröffentlichte er den Song From the D to the A, der 2-fach-Platin bekam, und das Mixtape Bloodas mit Lil Durk brachte ihm die zweite Platzierung in den Top 100 der Albumcharts.
Im Frühjahr 2018 ließ er sein Debütalbum Activated folgen. Mit Platz 10 in den offiziellen Charts und Platz 6 der Top R&B/Hip-Hop Albums war es seine bestplatzierte Veröffentlichung. Chris Brown, Jeezy und Moneybagg Yo gehörten zu den Gästen auf dem Album. In den folgenden beiden Jahren veröffentlichte er abwechselnd Mixtapes und Studioalben, mit denen er ähnliche Platzierungen erreichen konnte.

## Diskografie

### Alben
| Jahr | Titel                    | Höchstplatzierung, Gesamtwochen, AuszeichnungChartplatzierungen (Jahr, Titel, Platzierungen, Wochen, Auszeichnungen, Anmerkungen) | Höchstplatzierung, Gesamtwochen, AuszeichnungChartplatzierungen (Jahr, Titel, Platzierungen, Wochen, Auszeichnungen, Anmerkungen) | Anmerkungen                                                 |
| Jahr | Titel                    | US | R&B | Anmerkungen                                                 |
| ---- | ------------------------ | --- | --- | ----------------------------------------------------------- |
| 2017 | My Moment                | US44 Gold · (30 Wo.)US | R&B21 (19 Wo.)R&B | Erstveröffentlichung: 7. April 2017 Mixtape                 |
| 2017 | Bloodas                  | US96 (1 Wo.)US | R&B34 (1 Wo.)R&B | Erstveröffentlichung: 8. Dezember 2017 Mixtape mit Lil Durk |
| 2018 | Activated                | US10 Gold · (12 Wo.)US | R&B6 (6 Wo.)R&B | Erstveröffentlichung: 11. Mai 2018                          |
| 2018 | Still My Moment          | US29 (3 Wo.)US | R&B16 (2 Wo.)R&B | Erstveröffentlichung: 9. November 2018 Mixtape              |
| 2019 | Scriptures               | US20 (6 Wo.)US | R&B10 (3 Wo.)R&B | Erstveröffentlichung: 7. Juni 2019                          |
| 2020 | The Smartest             | US22 (3 Wo.)US | R&B14 (1 Wo.)R&B | Erstveröffentlichung: 19. Juni 2020 Mixtape                 |
| 2021 | Built for Whatever       | US15 (3 Wo.)US | R&B10 (2 Wo.)R&B | Erstveröffentlichung: 7. Mai 2021                           |
| 2022 | Half Tee Half Beast      | US116 (1 Wo.)US | — | Erstveröffentlichung: 15. April 2022 Mixtape                |
| 2022 | Chapters of the Trenches | US124 (1 Wo.)US | — | Erstveröffentlichung: 13. Oktober 2022 Mixtape              |
| 2023 | Tee’s Coney Island       | US65 (2 Wo.)US | R&B24 (1 Wo.)R&B | Erstveröffentlichung: 3. November 2023                      |
| 2024 | Post Traumatic           | US60 (2 Wo.)US | — | Erstveröffentlichung: 4. Oktober 2024                       |

### Singles
| Jahr | Titel Album                  | Höchstplatzierung, Gesamtwochen, AuszeichnungChartplatzierungen (Jahr, Titel, Album, Platzierungen, Wochen, Auszeichnungen, Anmerkungen) | Höchstplatzierung, Gesamtwochen, AuszeichnungChartplatzierungen (Jahr, Titel, Album, Platzierungen, Wochen, Auszeichnungen, Anmerkungen) | Anmerkungen                                                                      |
| Jahr | Titel Album                  | US | R&B | Anmerkungen                                                                      |
| ---- | ---------------------------- | --- | --- | -------------------------------------------------------------------------------- |
| 2017 | First Day Out My Moment      | US48 ×6Sechsfachplatin · (20 Wo.)US | R&B18 (20 Wo.)R&B | Erstveröffentlichung: 6. Januar 2017                                             |
| 2017 | From the D to the A –        | US— ×5FünffachplatinUS | R&B48 (1 Wo.)R&B | Erstveröffentlichung: 17. März 2017 feat. Lil Yachty                             |
| 2019 | Satish The Smartest          | US— GoldUS | R&B48 (1 Wo.)R&B | Erstveröffentlichung: 20. September 2019                                         |
| 2023 | IDGAF Tee’s Coney Island     | US98 Gold · (2 Wo.)US | R&B30 (17 Wo.)R&B | Erstveröffentlichung: 8. September 2023 feat. Mariah the Scientist & Chris Brown |
| 2024 | Swear to God Post Traumatic  | — | R&B40 (1 Wo.)R&B | Erstveröffentlichung: 10. Mai 2024 feat. Future                                  |
| 2024 | Blow for Blow Post Traumatic | US88 (1 Wo.)US | — | Erstveröffentlichung: 27. September 2024 feat. J. Cole                           |

Weitere Singles
- 2016: Straight to It (feat. Band Gang)
- 2017: Second Day Out
- 2017: No Effort (US: Platin)
- 2017: Beef (feat. Meek Mill)
- 2018: Colors
- 2018: Don’t Even Trip (feat. Moneybagg Yo)
- 2020: Red Light (mit Hit-Boy)
- 2020: I Spy
- 2020: Mr. Officer (feat. Queen Naija & Members of the Detroit Youth Choir)
- 2021: White Lows Off Designer (feat. Lil Durk)

## Auszeichnungen für Musikverkäufe
| Goldene Schallplatte - Vereinigte Staaten - 2020: für das Lied Jettski Grizzley | Platin-Schallplatte - Vereinigte Staaten - 2021: für das Lied Young Grizzley World - 2021: für das Lied Freddy Krueger - 2025: für das Lied 2 Vaults |

Anmerkung: Auszeichnungen in Ländern aus den Charttabellen bzw. Chartboxen sind in ebendiesen zu finden.
| Land/RegionAuszeichnungen für Musikverkäufe (Land/Region, Auszeichnungen, Verkäufe, Quellen) | Gold     | Platin       | Verkäufe   | Quellen  |
| -------------------------------------------------------------------------------------------- | -------- | ------------ | ---------- | -------- |
| Vereinigte Staaten (RIAA)                                                                    | 5× Gold5 | 15× Platin15 | 17.500.000 | riaa.com |
| Insgesamt                                                                                    | 5× Gold5 | 15× Platin15 |            |          |